# Crème Bonjour
Crème Bonjour är ett varumärke av olika gräddostar, pålägg och crème fraiche. Varumärket ägs av Flora Food Group. Crème Bonjour säljs förutom i Sverige, även i Finland och Ryssland. Créme Bonjour producerades i Finland men flyttades till Helsingborg i Sverige efter att dåvarande ägaren Unilever stängt fabrikerna i Finland. Produktionen av Crème Bonjour flyttades i februari 2021 till Kleve, Tyskland.